# Дом трудолюбия (Кронштадт)
Дом трудолюбия в Кронштадте, Дом трудолюбия при Андреевском попечительстве, Дом трудолюбия Иоанна Кронштадтского — созданный настоятелем Андреевского собора в Кронштадте отцом Иоанном и бароном Отто Буксгевденом работный дом, ставший одним из первых и ярких примеров, изменивших подход к подобным учреждениям в России, распространив, стараниями Буксгевдена, новую практику по всей стране в форме домов трудолюбия.

## Предпосылки

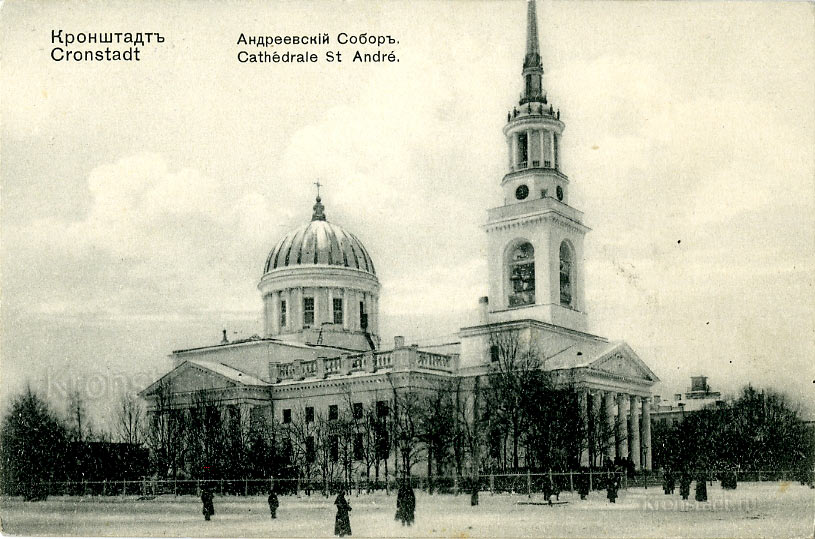
Андреевский собор (Кронштадт), 1910-е года

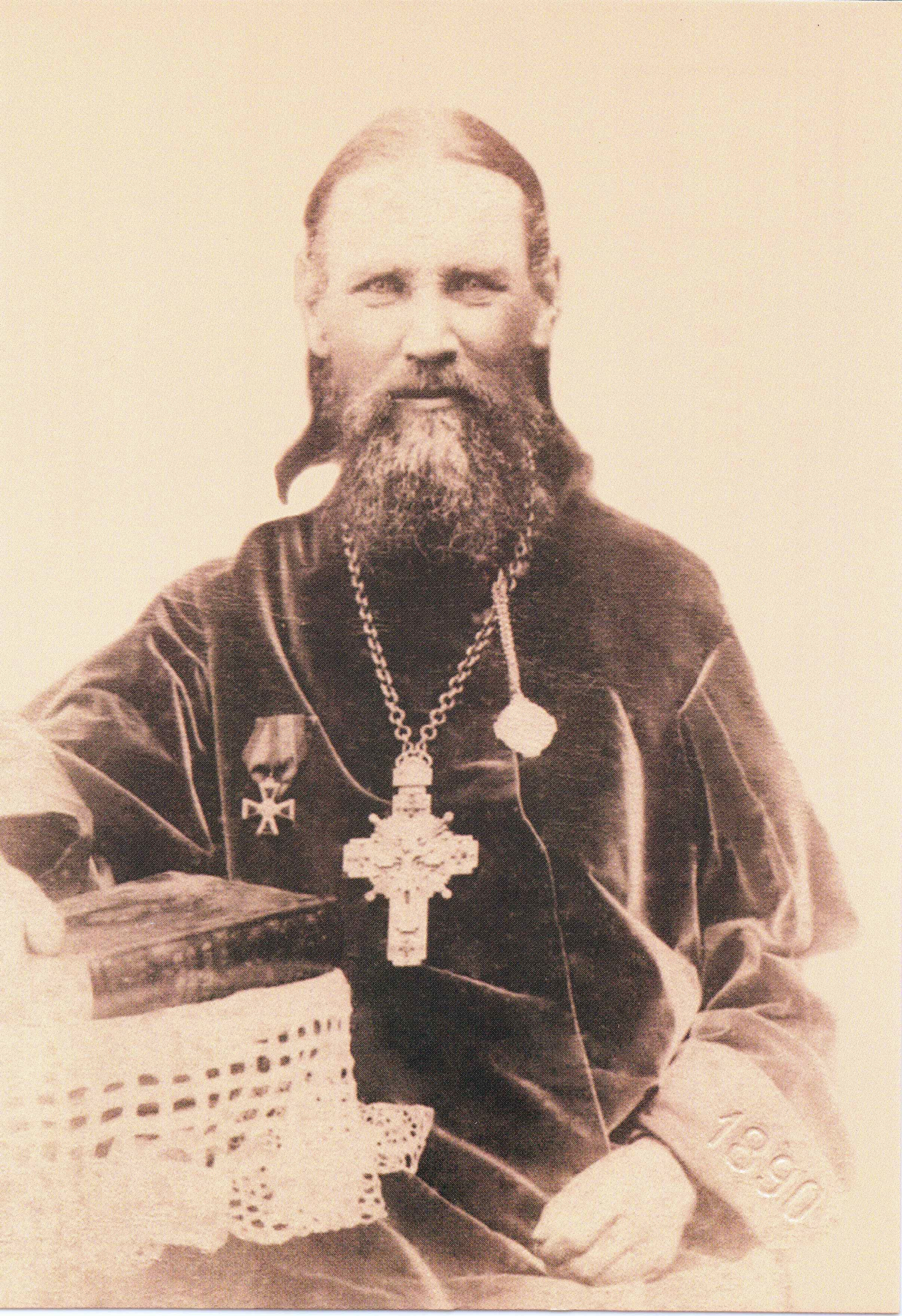
Иоанн Кронштадтский в 1890 году

Начавший своё служение в 1855 году в Андреевском соборе Кронштадта молодой священник Иоанн столкнулся с массовой нищетой и отсутствием перспектив у жителей трущоб.
Активно занявшись благотворительностью он постепенно пришёл к мысли, что хотя милостыня необходима, она часто развращает людей и лишает их стимула трудиться.
Таким образом для социализации этой части населения в первую очередь необходимо предоставление возможности получения оплачиваемой работы.
В 1872 году в № 3 и 18 газеты «Кронштадтский вестник» отец Иоанн опубликовал два воззвания, призывая жителей задуматься о причинах обилия нищих в Кронштадте и о возможных путях решения этой проблемы. Среди причин он приводил «бедность от рождения, бедность от сиротства, бедность от разных бедственных случаев — от пожара, от кражи, бедность от неспособности к труду по причине старости или болезни, или калечества, или по маловозрастности, бедность от потери места, бедность от лености, бедность от пристрастия к хмельным напиткам и, в наибольшей части случаев, от недостатка труда и oт недостатка средств, с которыми бы можно было взяться за труд: порядочной одежды, обуви, насущного хлеба, инструмента или орудия».
Отец Иоанн призвал горожан позаботиться о «приискании для нищих общего жилья, рабочего дома и ремесленного училища».
В развитие своих мыслей священник обратил внимание на существовавшую и достаточно развитую в России практику работных домов.
Работные (рабочие) дома в России создавались начиная с Екатерины II в конце XVIII века по западному образцу, но изначально с гибридным подходом — как часть системы исполнения наказаний, направленной на изоляцию и принуждение к труду преступников, и благотворительную деятельность, по предоставлению работы нуждающимся.
Именно карательный подход смущал горожан, приводивших к тому же аргументы, что подобные опыты в прошлом не увенчались успехом.
На замечания критиков священник отвечал: «Разве не доброе, не гуманное дело спасать людей от лености, праздности, апатии, тунеядства?», приводя в пример успешные благотворительные проекты в этой области.
Однако на тот момент идея не нашла поддержки.
Тем временем в России уже выделилась устойчивая ветвь частных работных домов, которые ставили во главу угла благотворительность и поддержку нуждающихся слоёв населения.
Так в Москве в 1865 году утверждается устав «Общества поощрения трудолюбия», возглавляемого Александрой Стрекаловой, которое позже реорганизовалось в первый в России исправительно-воспитательный детский приют, директором которого стал Николай Рукавишников.
В июне 1874 года при Андреевском соборе было основано «Попечительством во имя ап. Андрея Первозванного о бедных».
Отец Иоанн так говорил про это учреждение: «Церковное попечительство есть учреждение первых христиан времен апостольских, которые, по братской любви, так заботились друг о друге, что „не бяше нищ ни един из них“ (Деян. 4, 34). Оно особенно необходимо у нас. Дай Бог, чтобы оно было и у нас в таком же духе единомыслия и любви».
Под патронажем приходского попечительства в течение года находилось до 3 тыс. чел.
Попечительство оказало поддержку погорельцам в результате пожара 1874 года, когда многие горожане остались без средств и крова.
Его стараниями к началу января был возведён деревянный дом, в который смогли переехать из землянок нуждающиеся.
В марте 1875 года в этом же доме было открыто бесплатное начальное народное училище, в котором обучались не только дети православного исповедания, но и лютеране, и евреи.

## Создание

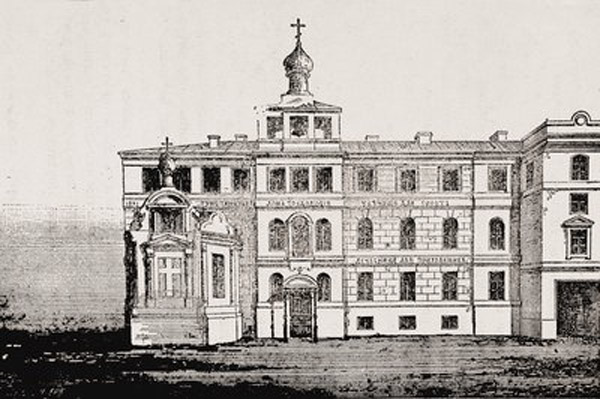
Дом трудолюбия в Кронштадте. Репродукция с рис. нач. XX в. (РГБ)

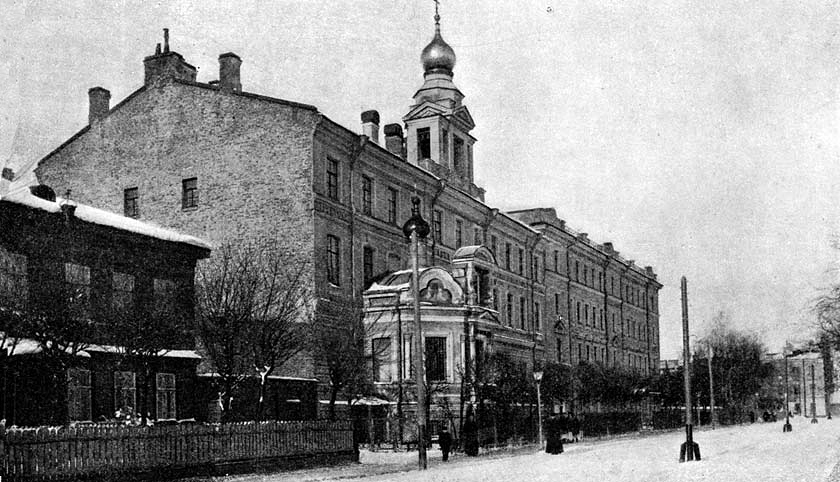
Дом трудолюбия в Кронштадте (фото)

После убийства императора Александр II в марте 1881 году отец Иоанн предложил увековечить его память постройкой при Андреевском попечительстве дома трудолюбия.
В том же году совет Андреевского приходского попечительства избрал лютеранина барона Отто Буксгевдена председателем комиссии по сбору пожертвований для устройства кронштадтского дома трудолюбия.
В числе жертвователей на постройку здания были вел. княгини Александра Иосифовна, Екатерина Михайловна и Александра Михайловна, вел. князья Алексей Александрович, Константин Константинович, Дмитрий Константинович, Михаил Михайлович, Александр Михайлович.
Закладка будущего четырёхэтажного каменного Дома трудолюбия была совершена 23 августа 1881 года на Медвежьей улице.
Архитекторам здания стали В. О. Титов и А. Я. Силин.
К декабрю 1881 году было подведено под крышу большое каменное здание.
Однако 7 декабря в одном из «весёлых домов» по соседству вспыхнул пожар и в новом Доме трудолюбия выгорело всё внутреннее убранство, а деревянное здание первоначального дома Андреевского попечительства сгорело полностью.
За пострадавшие здание была выплачена страховая премия, а сам факт пожара привлёк новые пожертвования.
Таким образом через год, 10 октября 1882 года, удалось освятить, а 12 октября торжественно открыть двери кронштадтского дома трудолюбия.

## Труд и обустройство

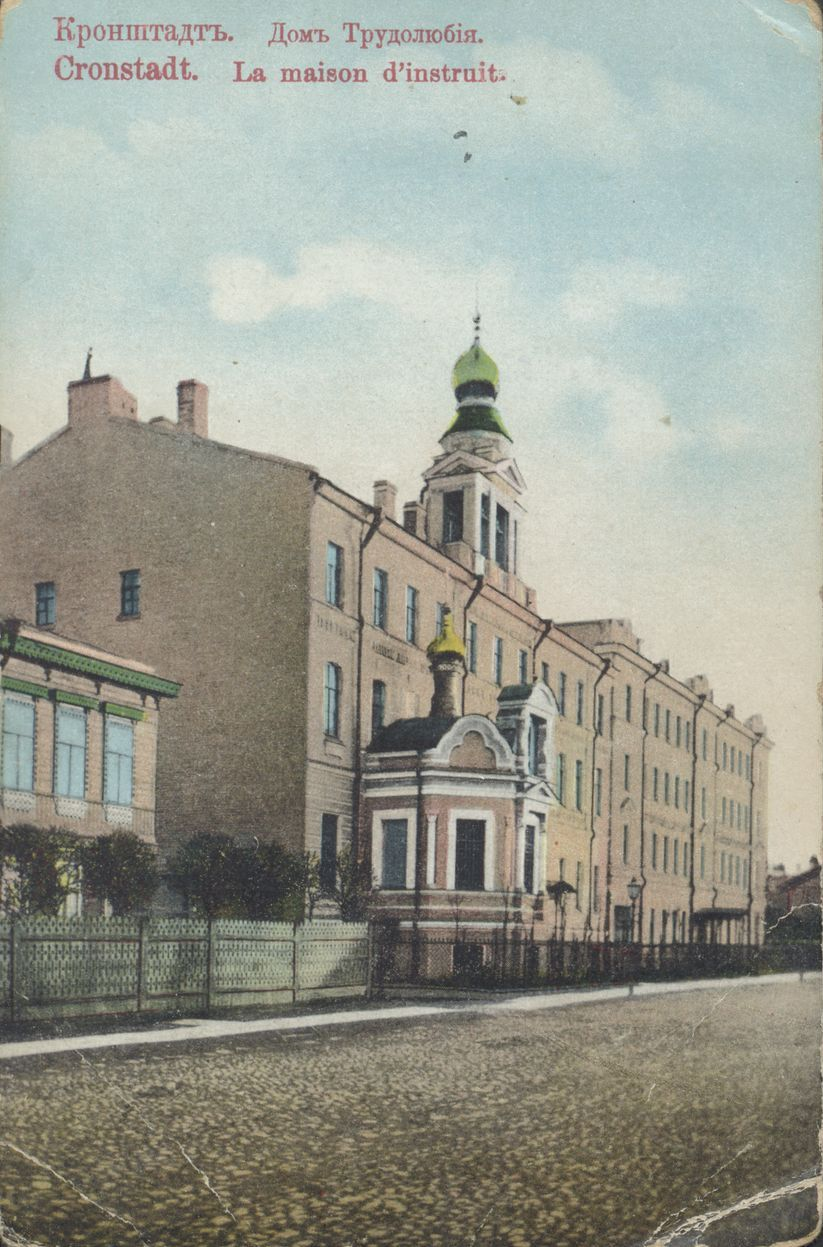
Дом трудолюбия в Кронштадте на открытке

Первые попытки завести в Доме трудолюбия в Кронштадте свои ремесленные промыслы оказались неудачными.
Мастерские по плетению корзин и стульев, шитью обуви скоро пришлось закрыть, так как они оказались слишком убыточными.
Обувная мастерская смогла работать только на нужды сиротского училища и бесплатные раздачи. Переплётная мастерская, открытая в 1884 году стала учебной — мастер получал помещение для работы, а вместо арендной платы брал на обучение мальчиков 10-15 лет.
Основой деятельности Дома трудолюбия стали пенькощипательные и картузные мастерские для мужчин.
Хотя труд был тяжёлый, а возможный заработок невысокий и составлял 19 копеек в день, это позволяло нуждающимся не умереть с голода.
В пенькощипательной мастерской растрёпывали старые корабельные канаты на волокна, из которых потом плели новые шпагаты, канаты, гамаки и сети.
Также там изготавливали тюфяки из мочал и волоса.
В картузной мастерской клеили конверты, коробки и бумажные пакеты (картузы).
Вскоре при доме трудолюбия открылись ночлежный приют и народная столовая.
Переночевать в ночлежном приюте можно было за 3 копейки за ночь, причём еженошно 8 мужчин допускались в него бесплатно.
В народной столовой чашка супа или щей стоила 1 копейку, порция гречневой или пшеничной каши — 2 копейки, фунт обычного хлеба — 2,5 коп., обдирного, из муки лучшего качества — 3 и 4 коп. соответственно, плитка чая — 1 копейка — также как три куска сахара.
Кипячёную воду, в том числе и горячую выдавали бесплатно.
Столовая ежедневно отпускала 400—800 обедов.
В праздничные дни несколько сот человек питались бесплатно.
Таким образом переночевать, пообедать, и выпить утром и вечером чаю с хлебом можно было за 15 копеек.

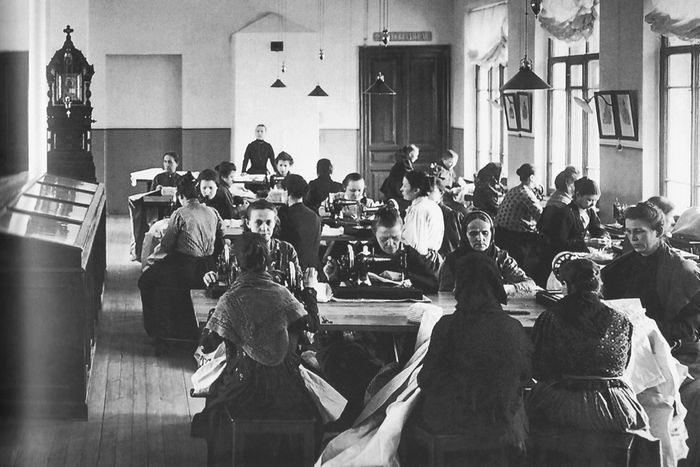
Женщины за шитьём

Через некоторое время открылись мастерские для женщин — модного платья на заказ, белошвейная, вышивки и метки белья.
Не имевшие пригодных навыков могли гладить или расчёсывать пряжу.
Параллельно увеличивалось и количество специализаций мужских мастерских.
Для желающих поступить в услужение при Доме трудолюбия открылось посредничество для найма прислуги.
Со временем в мужских и женских мастерских ежедневно работало 60-100 человек, а их изделия — обувь, одежда, мебель, скатерти и салфетки, предметы домашнего обихода — пользовались спросом на базарах и в лавках.

## Благотворительность
В 1888 году, помимо заново отстроенного каменного трёхэтажного ночлежного дома на 108 человек, работал сиротский приют на 50 человек с убежищем (детским садом) для детей работающих матерей при котором существовала летняя загородная дача.
Была открыта богадельня для нетрудоспособных женщина на 22 человека, обитательницы которой, кроме бесплатного помещения получали денежное пособие в 3 рубля в месяц.
19 мая 1891 года для размещения приезжавших к отцу Иоанну паломников, во дворе Дома Трудолюбия была сделана закладка третьего здания входящего в комплекс учреждений Дома трудолюбия — четырёхэтажного Странноприимного дома с платным и бесплатным отделениями.
В двух домах Андреевского попечительства сдавались квартиры для нуждающихся за сниженную плату, совершенно бедные женщины и вдовы с детьми жили в них бесплатно.
В Доме трудолюбия существовала бесплатная амбулатория принимавшая в год 2-3 тысячи человек.
Здесь же проводили вакцинацию, в том числе от оспы.
По решению Андреевского попечительства Дом трудолюбия мог выдавать единовременные пособия от 1 до 20 рублей, которое, например, позволяло ограбленным или потерявшим деньги путешественникам купить билет в родной город, а нуждающимся женщинам выкупить из заклада швейную машинку.
На эти нужнды расходовалось несколько тысяч рублей в год.

## Церковь Александра Невского
В первые годы существования Дома трудолюбия его подопечные посещали Андреевский собор.
Однако в конце 1885 года по предложению отца Иоанна в помещении бывшей мастерской устроили домовую церковь.
Отец Иоанн внёс главный вклад в его обустройство в сумме 5000 рублей.
В 1886 году храм был готов и в апреле освящён во имя св. блг. Князя Александра Невского, небесного покровителя императора Александра II.
Храм располагался на втором этаже дома трудолюбия, был однопрестольным и вмещал около 700 человек.
Прихожанами его стали учащиеся, призреваемые и все живущие в Доме трудолюбия.
Расположение храма оказалось не очень удобным и в 1890 году было получено разрешение на устройство алтарной пристройки со стороны главного фасада.
Хотя пристройка значительно выступала за красную линию и мешала движению, городские власти пошли на такие неудобства.
21 ноября 1890 года епископ Выборгский Антоний (Вадковский) совершил чин освящения нового храма.
Церковь была приписана к Андреевскому собору, но с 1903 г. имела свой причт.

## Образование
Так как оказалось, что квалификация большинства приходящих женщин не соответствовала потребностям, очень скоро при Доме труда открыли курсы шитья и рукоделия.
Со временем при Доме трудолюбия появилось бесплатное народное училище (начальная школа) на 300 детей, столярная (ремесленная) мастерская для мальчиков на 60 человек, рисовальный класс на 30 детей с бесплатным обучением неимущих, мастерская женского труда для 50 девочек, сапожная мастерская для обучения мальчиков, класс военной гимнастики.
Для взрослых существовала воскресная школа на 200 человек с классами для разных уровней грамотности, проводились лекции на религиозные, исторические и литературные темы.
В Доме труда появилась библиотека, которая насчитывала 3 000 томов, бесплатный читальный зал и платная библиотека (30 копеек в месяц и залог 2 рубля).
Открылась книжная лавка с литературой для детей и взрослых, небольшая типография для издания трудов отца Иоанна.

## Ремесленное училище

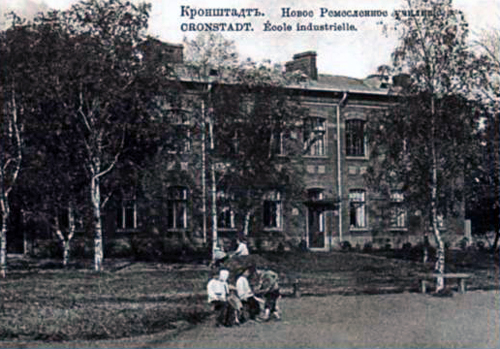
Новое здание (1912) ремесленного училища кронштадтского дома трудолюбия

2 ноября 1909 года в Дом трудолюбия в Кронштадте была открыта школа ремесленных учеников. В слесарном отделении первоначально обучалось 30 учеников, в столярном — 8 человек.
Первое время школа размещалась в частном доме на улице Сергиевской (сейчас ул. Фейгина).
В 1911 году на участке земли, отведенном за Петербургскими воротами (Ленинградскими) было начато строительство двухэтажного здания.
18 октября 1912 года состоялось открытие училища. На первом этаже размещались мастерские младшего слесарного класса, кузнечная мастерская и помещение мастерской по изучению электродела.
На втором — токарный участок, большая слесарная и столярная мастерские и учебные классы.
В 1922 году в нём размещалась школа Фабрично-заводского ученичества (ФЗУ), с 1958 года — техническое училище № 22, а с 1963 года — Городское Профессионально-техническое училище № 48 (ГПТУ — 48), которое под разными названиям но с тем же номером и профилем деятельности существует и по настоящее время.

## Финансирование
Дом трудолюбия в Кронштадте не являлся самоокупаемым и существовал в основном на пожертвования.
Так только личные взносы о. Иоанна в пользу Дома ежегодно составляли около 40 (по другим данным — 50-60) тысяч рублей, которые приходили к нему от около 80 тыс. ежегодных паломников. За 20 лет существования Дома он внёс на его нужды более 700 тысяч рублей.

## Закрытие

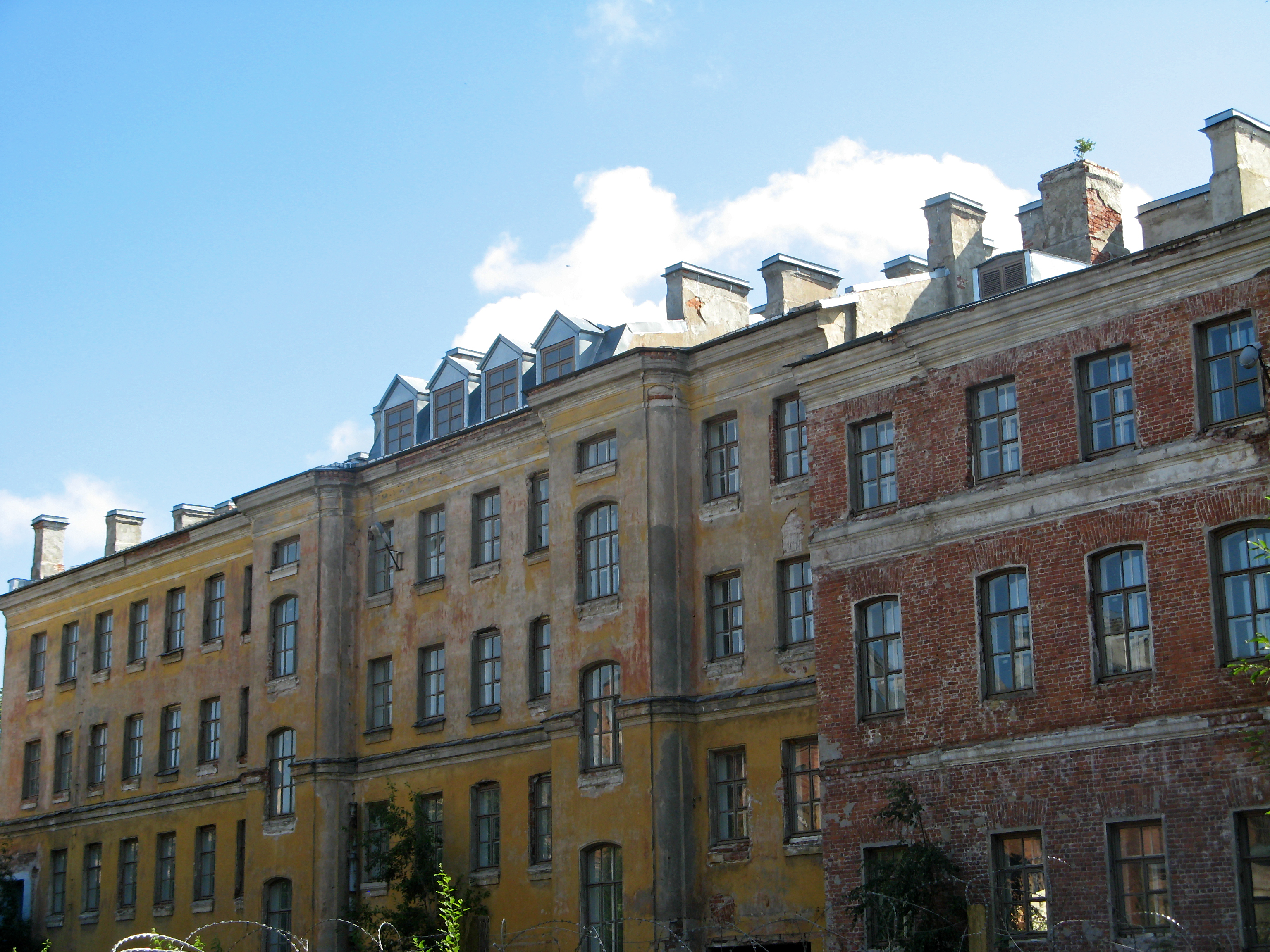
Современное состояние зданий ансамбля Дома трудолюбия

Октябрьская революция привела к постепенному закрытию всех домов трудолюбия в России, возложив обеспечение за социальную обеспеченность граждан на плечи советского государства.
Дом трудолюбия в Кронштадте прекратил своё существование в 1920-х годах, его храм упразднён, а звонница разрушена. Здания странноприимницы и дома Андреевского приходского попечительства стали жилыми домами.
Переименованная в 1909 году в честь о. Иоанна из Медвежьей в Сергиевскую улица, на которой стоят здания бывшего Дома трудолюбия, в 1918 году изменила название на улицу Зиновьева, а с 1933 года стала носить имя Фейгина, погибшего в 1921 году при подавлении Кронштадтского антибольшевистского восстания.
В 1940-х годах в здании Дома трудолюбия по адресу ул. Фейгина, 7/9 разместилась женская школа, а в 1975 году в него переехало профессиональное училище № 48, которое готовит поваров, кондитеров, автомехаников и парикмахеров.
В 2020 году архитектурный ансамбль дома трудолюбия и странноприимного дома включен в Единый государственный реестр объектов культурноrо наследия (памятников истории и культуры) народов РФ в качестве объекта культурноrо наследия реrиональноrо значения.